# Les Deux Papas
Pour plus de détails, voir Fiche technique et Distribution.
Les Deux Papas est un film français réalisé par Charles-Félix Tavano et sorti en 1934.

## Synopsis
Deux industriels amis recueillent un enfant abandonné, et décident de s'en occuper. L'enfant retrouve une véritable famille.

## Fiche technique
- Réalisation : Charles-Félix Tavano
- Scénario et dialogue : Jean Deyrmon
- Photographie : Gaston Brun, Marius Roger
- Son : Jean Dubuis
- Tournage : Studios Photosonor[1]
- Production : Paul Glass
- Société de production : Flora Films (Paris)
- Pays d'origine :  France
- Format :  Noir et blanc - 35 mm - son mono
- Durée : 43 minutes
- Date de sortie: 1934

## Distribution
- Jean-Louis Allibert
- Mady Berry
- Dolly Davis
- Louis Florencie
- Jim Gérald
- Anna Lefeuvrier
- Germaine Reuver